# Russische militaire begraafplaats in Pirna
De Russische militaire begraafplaats in Pirna is een militaire begraafplaats in Saksen, Duitsland. Op de begraafplaats liggen omgekomen Russische militairen uit de Tweede Wereldoorlog.

## Begraafplaats
De begraafplaats kenmerkt zich door een bijzondere opzet. Er zijn acht gezamenlijke graven, waarop een zuil met de namen van de gevallenen staat. In liggen er 190 mannen en 33 vrouwen begraven, waarvan velen dwangarbeiders en krijgsgevangenen, maar ook militairen die in de gevechten zijn gesneuveld.